# Vietorogas
Vietorogas är ett släkte av steklar. Vietorogas ingår i familjen bracksteklar.
Kladogram enligt Catalogue of Life:
| Vietorogas | \| \| Vietorogas abditivus \| \| \| \| \| \| Vietorogas bachma \| \| \| \| |
|            | \| \| Vietorogas abditivus \| \| \| \| \| \| Vietorogas bachma \| \| \| \| |
|            | Vietorogas abditivus                                                       |
|            |                                                                            |
|            | Vietorogas bachma                                                          |
|            |                                                                            |